# Herb Woźnik
Herb Woźnik – jeden z symboli miasta Woźniki i gminy Woźniki w postaci herbu.

## Wygląd i symbolika
Herb przedstawia w błękitnej tarczy herbowej z heraldycznie prawej strony połowę złotego koła wozowego z trzema pełnymi szprychami, czterema dzwonami i ośmioma gwoździami oraz dwiema połówkowymi szprychami w miejscu przepołowienia, złączonego ze znajdującą się z heraldycznie lewej strony połową złotego orła górnośląskiego, patrzącego w lewo.
Symbolika herbu była różnie interpretowana. Marian Gumowski stawia hipotezę, że chodzi o herb mówiący: Woźniki → wóz → koło wozowe. Nie wyjaśnia to jednak istnienia motywu koła wozowego w innych herbach miast Górnego Śląska. Wyjaśnienie zaproponował Borys Paszkiewicz. Według jego hipotezy, motyw koła jest błędną interpretacją rysunku z pieczęci Władysława Opolczyka i jego synów, nie przedstawiającej koła wozowego, lecz motyw wpisanej w koło gwiazdy sześcioramiennej. Według heraldyków, oznaczała ona władzę Boga i jego poparcie dla księcia. Herb symbolizowałby zatem opiekę zarówno boską, jak i książęcą nad miastem. Tłumaczy to również, czemu to właśnie koło, a nie, jak na ogół się spotyka w herbach miast regionu, orzeł, znajduje się w zaszczytniejszym heraldycznie miejscu.

## Historia
Herb został nadany na przełomie XIII/XIV wieku przez księcia opolskiego. Wizerunek herbowy zgodny jest z wizerunkiem znajdującym się na pieczęciach miejskich używanych od XVIII wieku. Najstarszy zachowany wizerunek godła miejskiego pochodzi z 1661 r. Herb został zatwierdzony zarządzeniem Ministra Spraw Wewnętrznych z dnia 21 marca 1938 roku.